# Cryptantha gnaphalioides
Cryptantha gnaphalioides är en strävbladig växtart som först beskrevs av A. Dc., och fick sitt nu gällande namn av Karl Friedrich Carlos Federico Reiche. Cryptantha gnaphalioides ingår i släktet Cryptantha, och familjen strävbladiga växter. Inga underarter finns listade i Catalogue of Life.